# Sławomir Odrzywolski
Sławomir Odrzywolski herbu Nałęcz (ur. 21 grudnia 1846 w Zakrzówku, ob. osiedle w Radomsku, zm. 3 kwietnia 1933 w Krakowie) – polski architekt, konserwator zabytków.

## Życiorys
W latach 1860–1866 studiował w Instytucie Technicznym w Krakowie, w okresie 1866–1869 uzupełniał wiedzę studiując w Bauakademie w Berlinie. Od 1878 zamieszkał na stałe w Krakowie. W latach 1878–1909 był profesorem w Instytucie Technicznym, od 1879 zaczął współpracować z Komisją do Badań Sztuki w Polsce Akademii Umiejętności. W latach 1887–1913 pełnił funkcję konserwatora drugiego okręgu Galicji.
Był członkiem: Towarzystwa Przyjaciół Sztuk Pięknych, Towarzystwa Miłośników Historii i Zabytków Krakowa, Grona Konserwatorów Galicji Zachodniej.
Projektował w stylu eklektyzmu, następnie secesji i modernizmu. Do jego ważniejszych realizacji należą:
w Krakowie:
- Kamienice ul. Basztowa 23, 24 i 25 (obecnie Hotel Polonia) – 1886–1890,
- Dom własny ul. Studencka 19 – 1885,
- Kamienica Władysława Kaczmarskiego ul. Studencka 21 – 1885,
- Kamienice ul. Studencka 23 i 27 – 1886–1894,
- Kamienice ul. Piłsudskiego 16, 32, 34 oraz 36 – 1890–1908,
- Budynek Krakowskiego Towarzystwa Technicznego ul. Straszewskiego 28 – 1906,
- Budynek Szkoły Przemysłowej al. Mickiewicza 5 – 1907,
- Gmach Towarzystwa Rolniczego pl. Szczepański 8 – 1908,
- Gmachy AGH al. Mickiewicza 30 (wraz z Wacławem Krzyżanowskim) – 1921–1936,

inne:
- Kościół Nawiedzenia NMP, Miejsce Piastowe – 1888,
- Kościół Narodzenia NMP, Albigowa – 1895,
- Kościół św. Marii Magdaleny, Rabka-Zdrój – 1902.

Odrzywolski projektował także kościoły w Zabawie, w Mrowli. W latach 1883–1888 na prośbę Władysława Czartoryskiego zaprojektował szafy muzealne dla Muzeum Czartoryskich. Jest też autorem projektu prospektu organów w kościele Bożego Ciała w Bieczu wykonanych w 1898 r. przez Jana Śliwińskiego ze Lwowa.
Głównym jego dziełem jako konserwatora jest restauracja katedry wawelskiej prowadzona w latach 1885–1904. Według jego projektu wykonano kraty i bramki prowadzące do prezbiterium katedry, sarkofag dla Adama Mickiewicza w 1890, zrekonstruowano baldachim nad sarkofagiem Władysława Łokietka, zaś w latach 1897–1898 nakryto Wieżę Zygmuntowską zaprojektowanym przez niego hełmem.
Wyniki swoich prac publikował w „Czasopiśmie Technicznym” oraz w „Architekcie”. W latach 1880–1882 opublikował trzytomową pracę pt: Dawny zamek królewski na Wawelu, a w 1894 Zabytki przemysłu artystycznego w Polsce.
Pochowany został na cmentarzu Rakowickim.

## Galeria

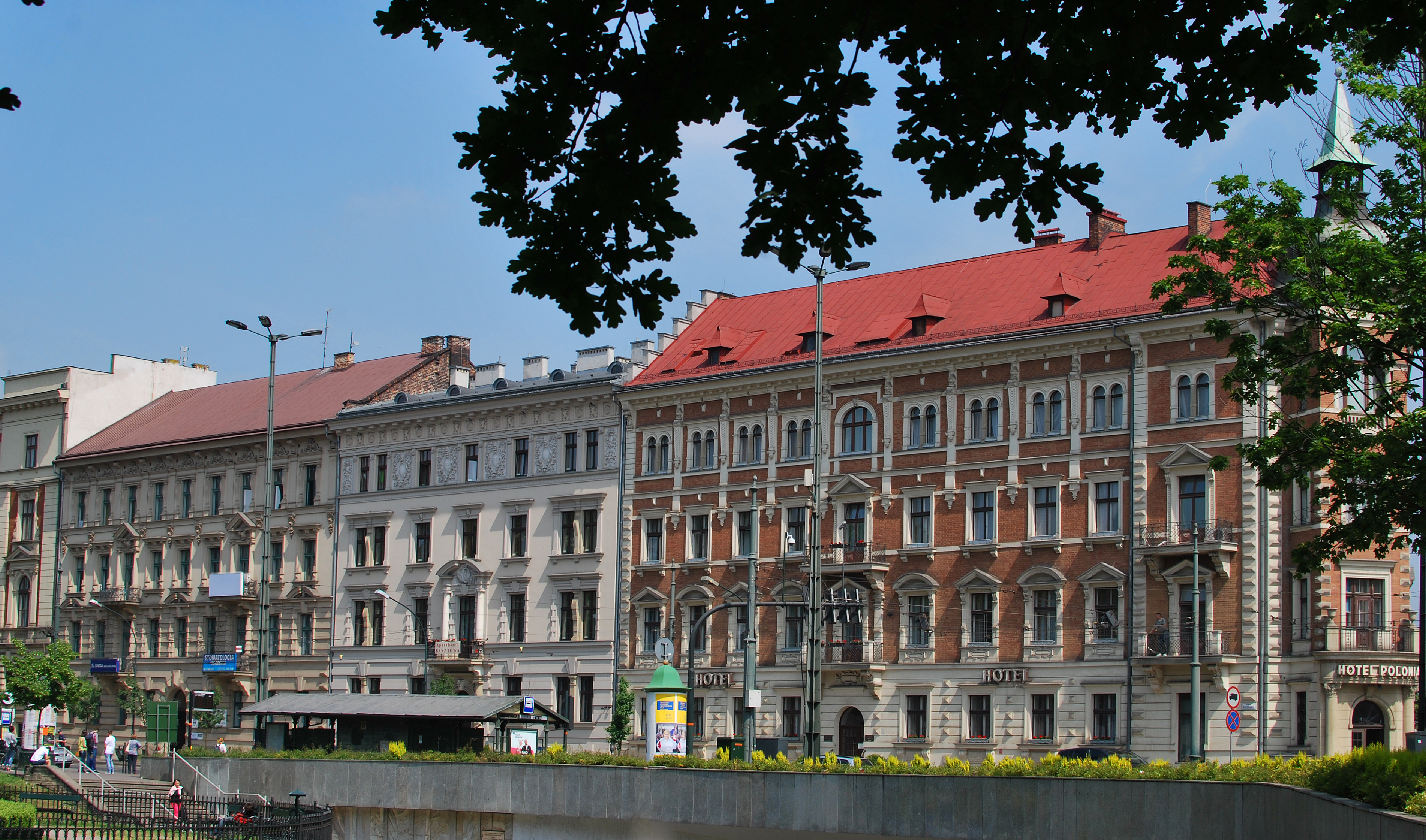
Kamienice i Hotel Polonia Kraków ul. Basztowa 23, 24 i 25.
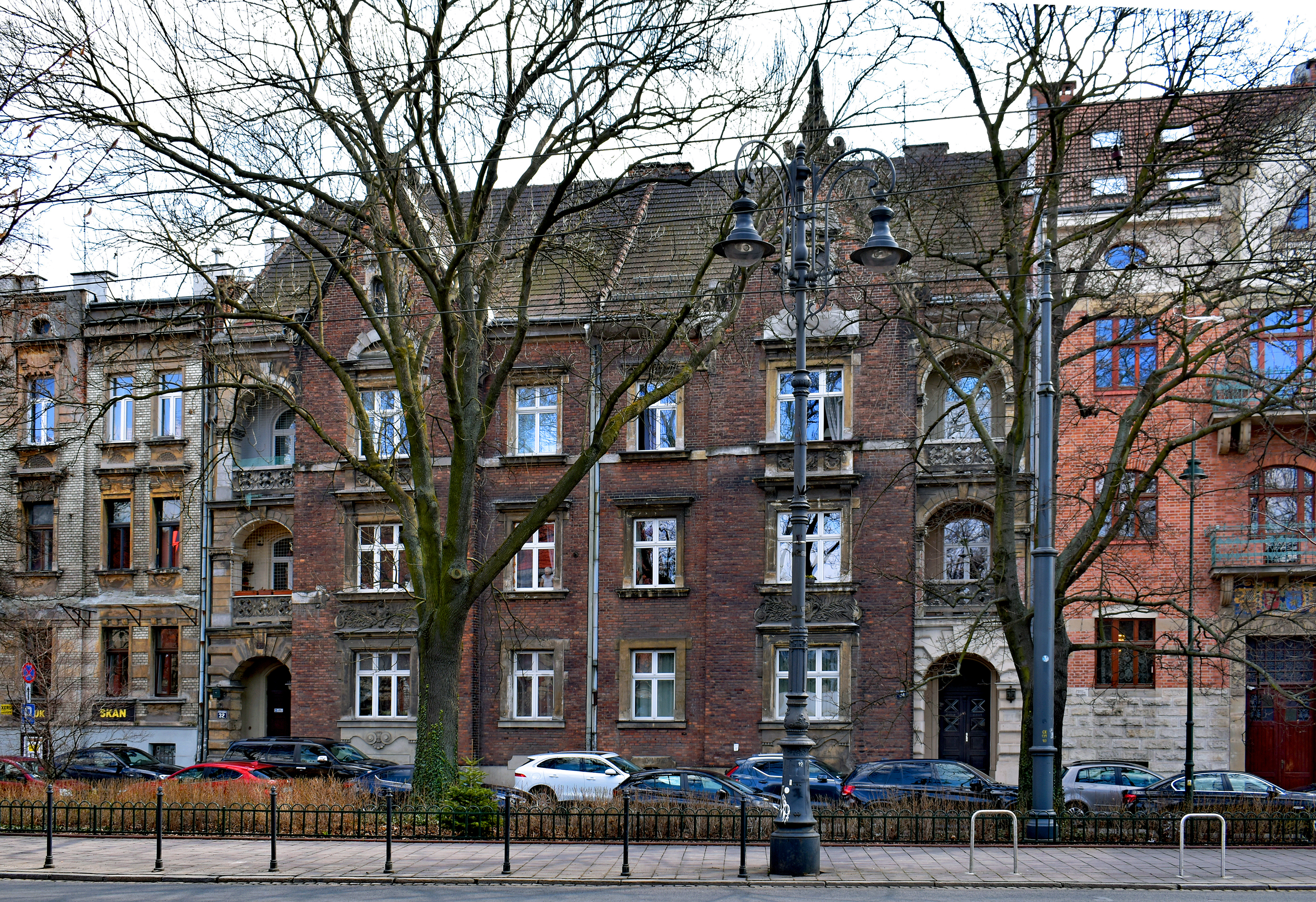
Kamienice (bliźniacze) Kraków ul. Piłsudskiego 32 i 34
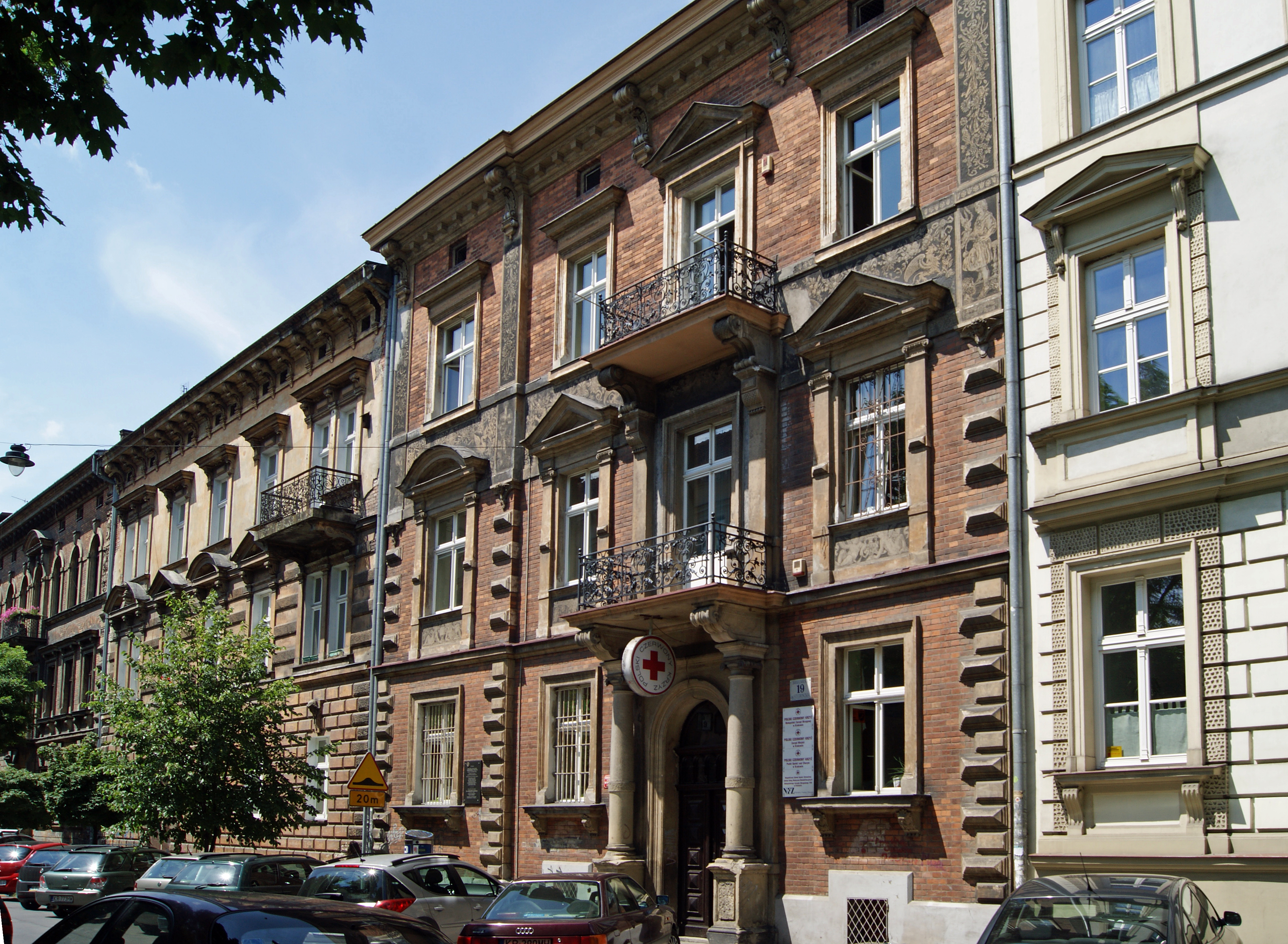
Dom własny (z prawej) i kamienica Kaczmarskiego Kraków ul. Studencka 19 i 21
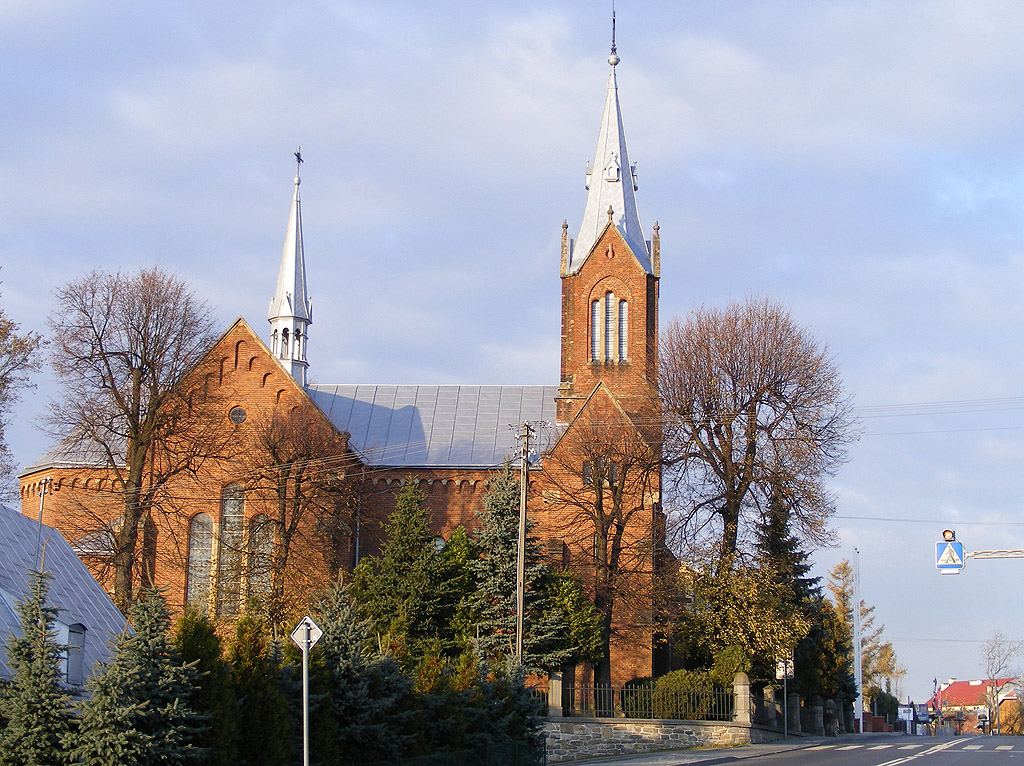
Kościół Nawiedzenia NMP Miejsce Piastowe
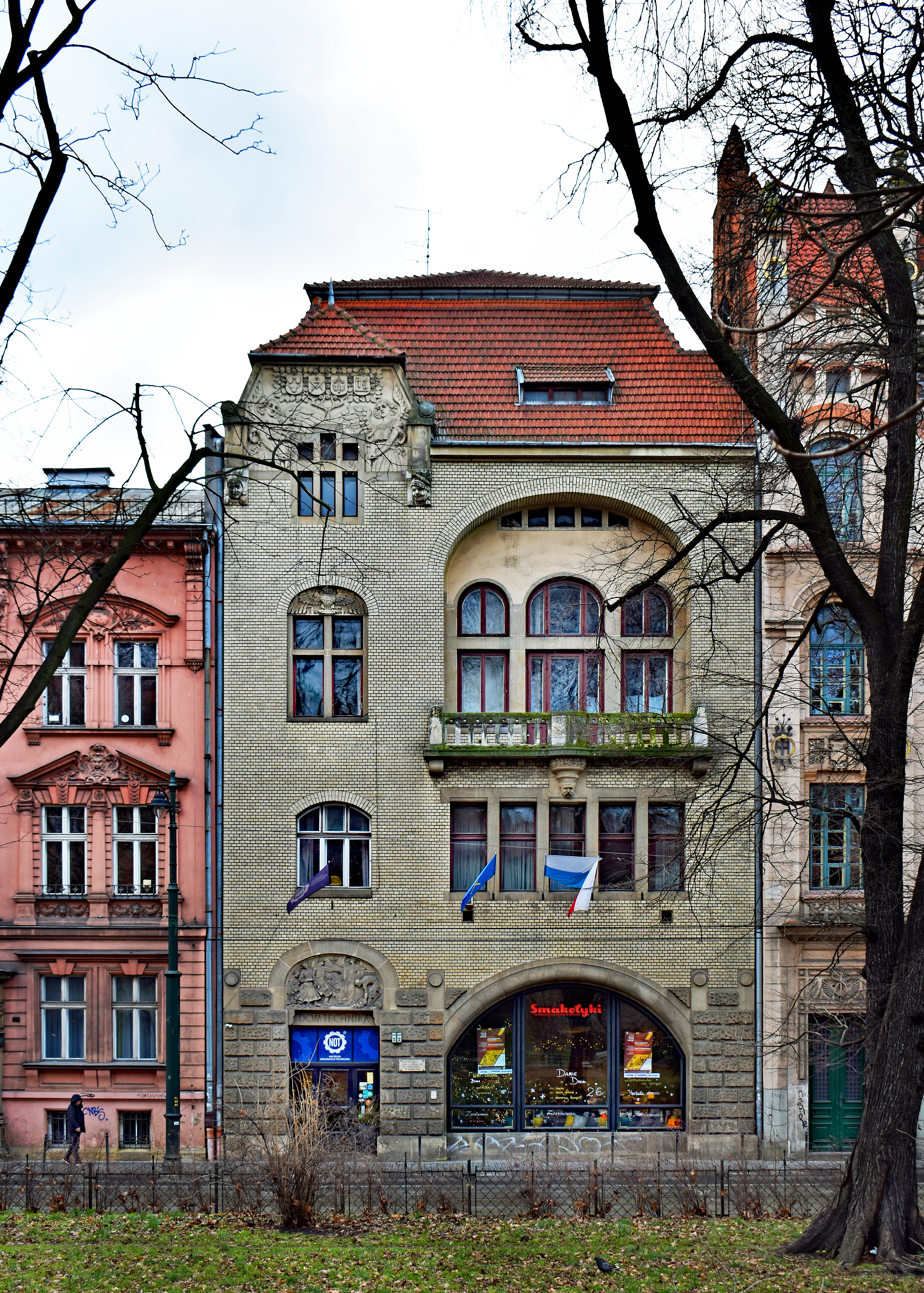
Budynek Krakowskiego Towarzystwa Technicznego, Kraków ul. Straszewskiego 28
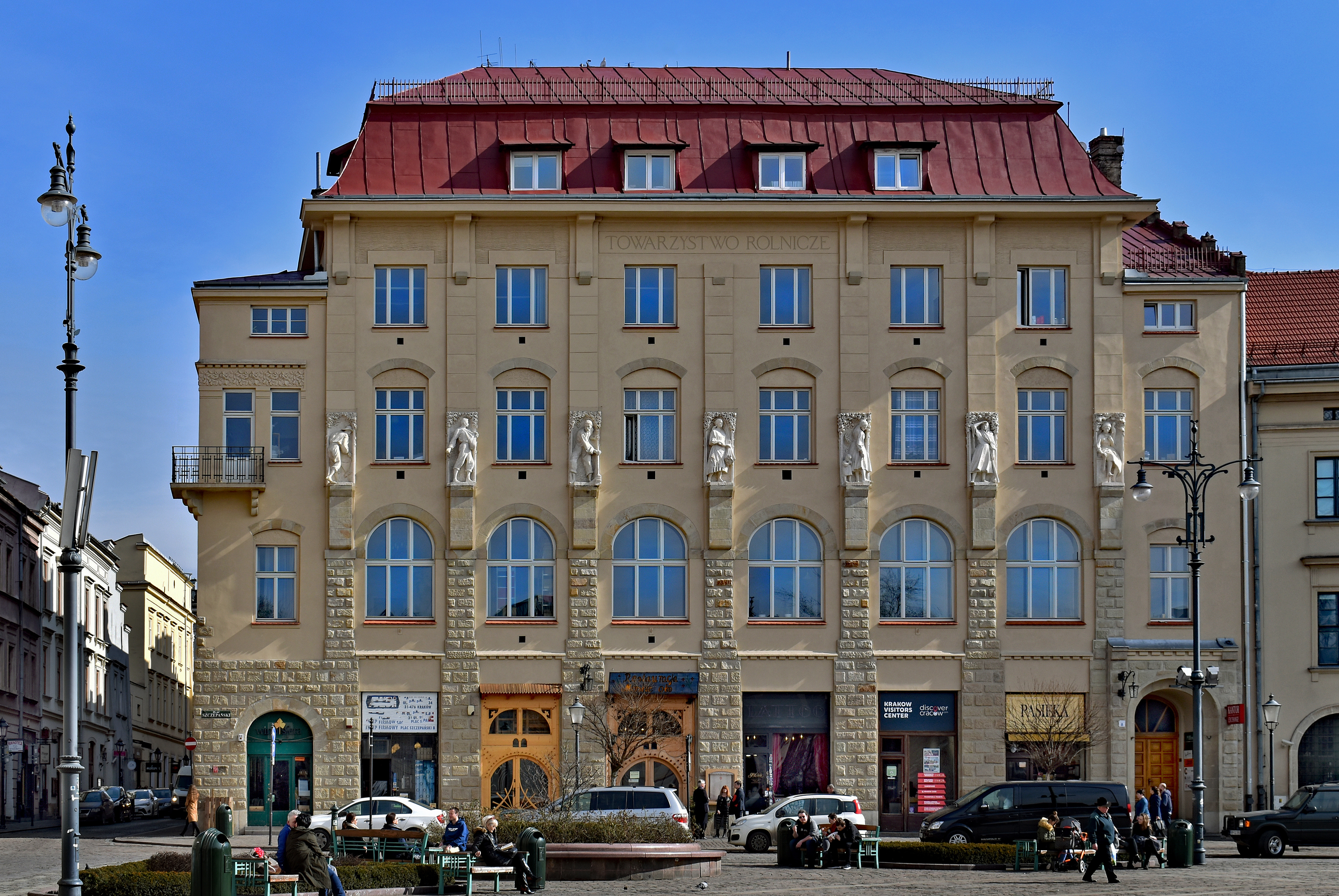
Budynek Towarzystwa Rolniczego, Kraków pl. Szczepański 8
Wieża Zygmuntowska na Wawelu z hełmem projektu Odrzywolskiego (1899)